# Cultura Ibero-Mauritana
La Cultura Ibero-Mauritana (o iberomaurisiense) es una cultura del Mesolítico del Magreb que se creía originalmente que procedia de la emigración de cromañones desde la península ibérica, pero esta teoría está actualmente descartada (Garrod 1938) aunque el nombre se ha mantenido. Los restos humanos cromañoides de esta cultura se conocen como el Hombre de Mechta el -Arbi. Algunos apuntan a que la cultura de Halfan proveniente del Sáhara egipcio es cercana a su origen.
Su existencia está acreditada desde el 10120 a. C., y los últimos hallazgos están fechados el 8550 a. C.
La cultura Ibero-Mauritana debió extenderse desde Marruecos (sin sobrepasar por el sur los montes Atlas) a Túnez, pues se observa una clara superposición cultural en la parte oriental por parte del Capsiense típico (el más antiguo), originado más tarde en Túnez. Ambas proceden de una cultura originaria denominada ateriense.
Característica del Ibero-Mauritano es la industria del utillaje de hojas y hojitas líticas. El dorso de estas se rebajaba mediante retoques abruptos o semiabruptos. El levantamiento de un microburil en una hoja de dorso rebajado permitía la obtención de una punta triédrica. Estas láminas de borde izquierdo rebajado y provistas de punta triédrica aparecen frecuentemente en los hallazgos y son muy características de la cultura.
No se conoce ninguna manifestación artística del Ibero-Mauritano, ni en arte ni en objetos muebles.